# Песчанка (Городищенский район)
Песчанка — село в Городищенском районе Пензенской области. Входит в состав Юловского сельсовета.

## География
Село расположено в восточной части области на расстоянии примерно в 25 километрах по прямой к северо-востоку от районного центра Городище.
Часовой пояс
Село Песчанка как и вся Пензенская область, находится в часовой зоне МСК (московское время). Смещение применяемого времени относительно UTC составляет +3:00.

## Население
| 1864 | 1896 | 1911 | 1926 | 1930 | 1939 | 1959 |
| ---- | ---- | ---- | ---- | ---- | ---- | ---- |
| 192  | ↗418 | ↗600 | ↗762 | ↗837 | ↘815 | ↘580 |
| 1979 | 1989 | 1996 | 2002 | 2010 |      |      |
| ↘229 | ↘151 | ↘101 | ↘92  | ↘50  |      |      |

Национальный состав
Согласно результатам переписи 2002 года, в национальной структуре населения русские составляли 97 % из 92 чел..